# 주말극장
《주말극장》은 1970년부터 1980년 11월 29일까지 방송되었던 동양방송 영화 프로그램이다.
프로그램 개시 당초에는 일요극장이었으나, 1971년 12월 18일에 주말극장으로 바뀌었으며, 1980년 언론통폐합으로 인해 TBC가 KBS로 인수 합병되면서 KBS 2TV로 재개국한 뒤, 그대로 이어 받아 《토요명화》로 속개되었다.

## 동시간대 프로그램
- 주말의 명화 (MBC)
- 명화극장 (KBS)